# Тіло з ручками

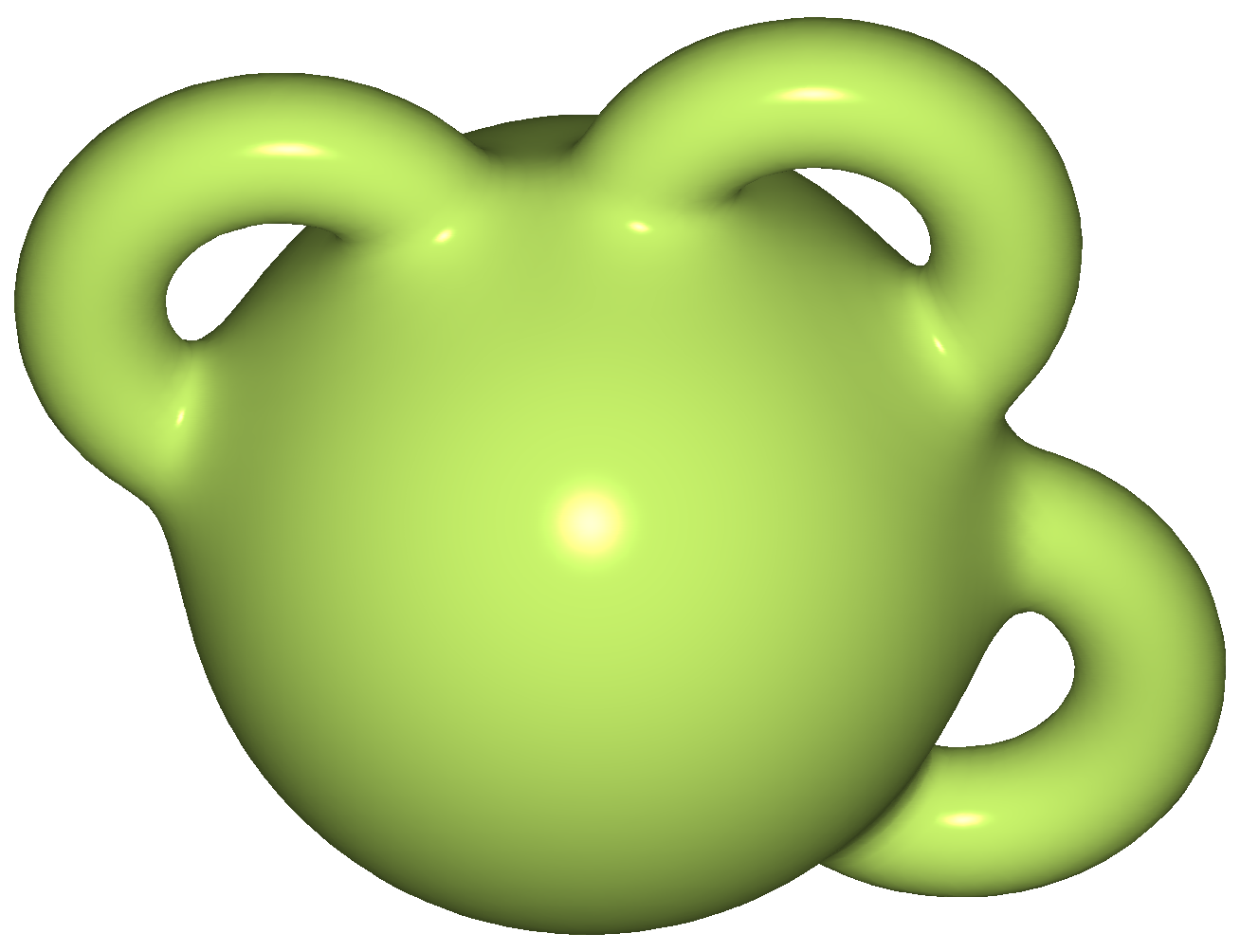
Тіло з трьома ручками або тіло роду три.

Тіло з ручками — тіло в тривимірному евклідовому просторі, обмежене замкнутою поверхнею.
Рід тіла з ручками визначається як рід поверхні, яка його обмежує.

## Приклади

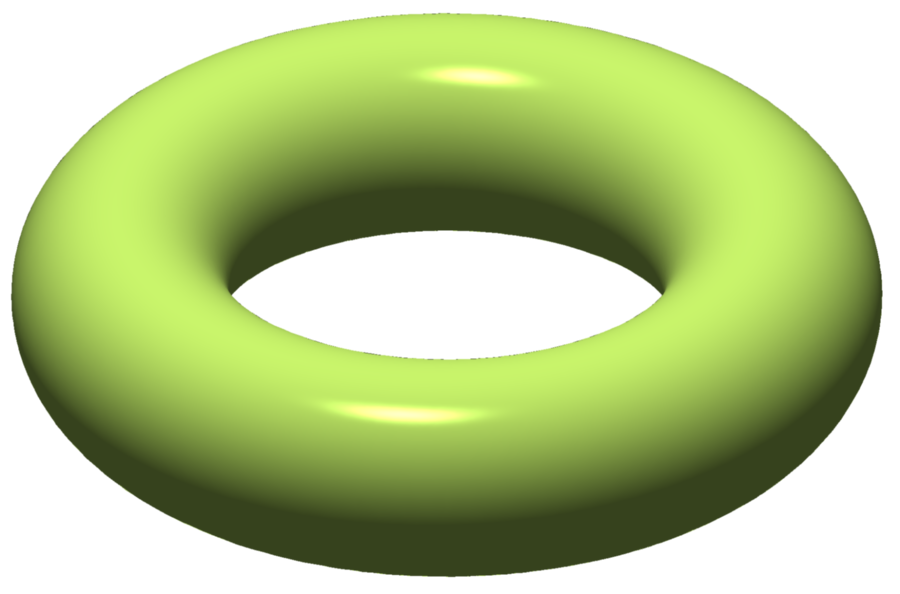
Рід {\displaystyle g=1} : Повний тор
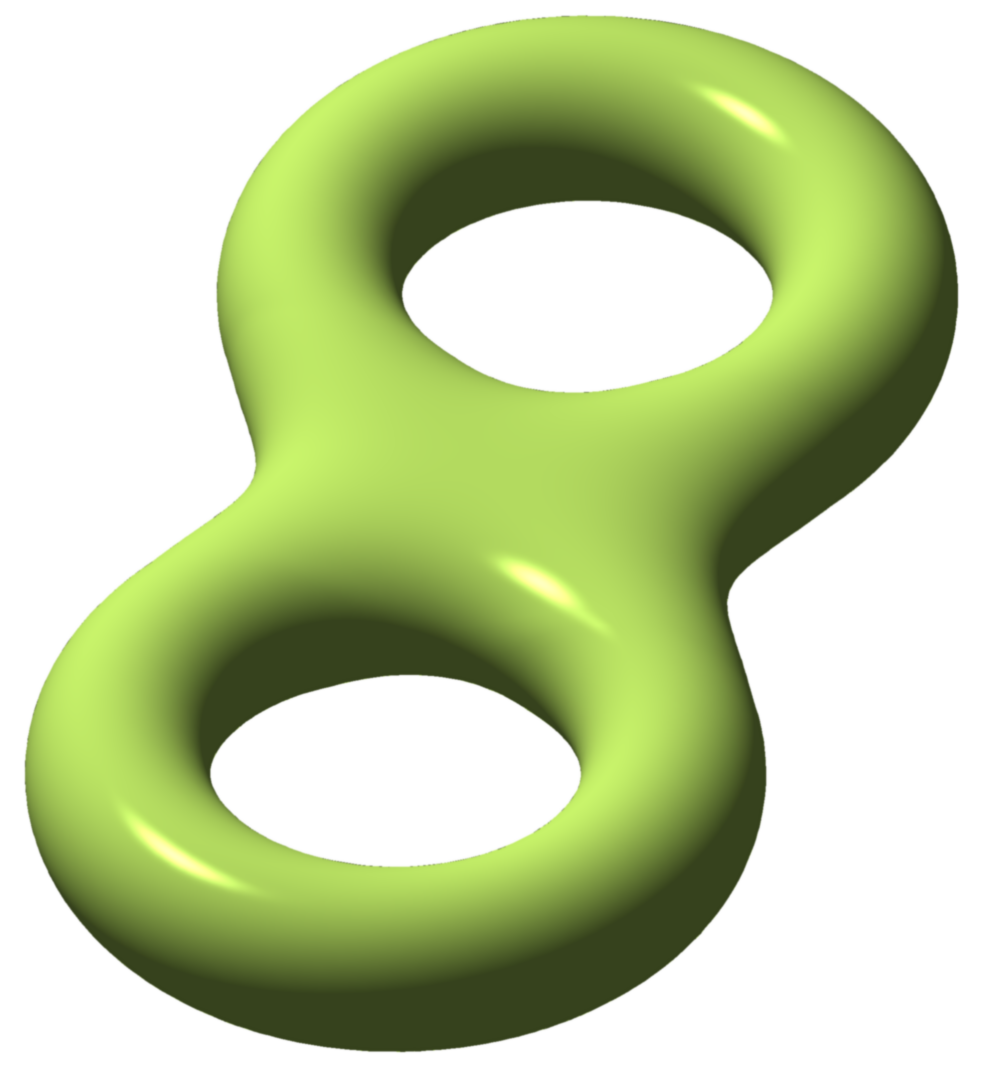
Рід {\displaystyle g=2} : Крендель
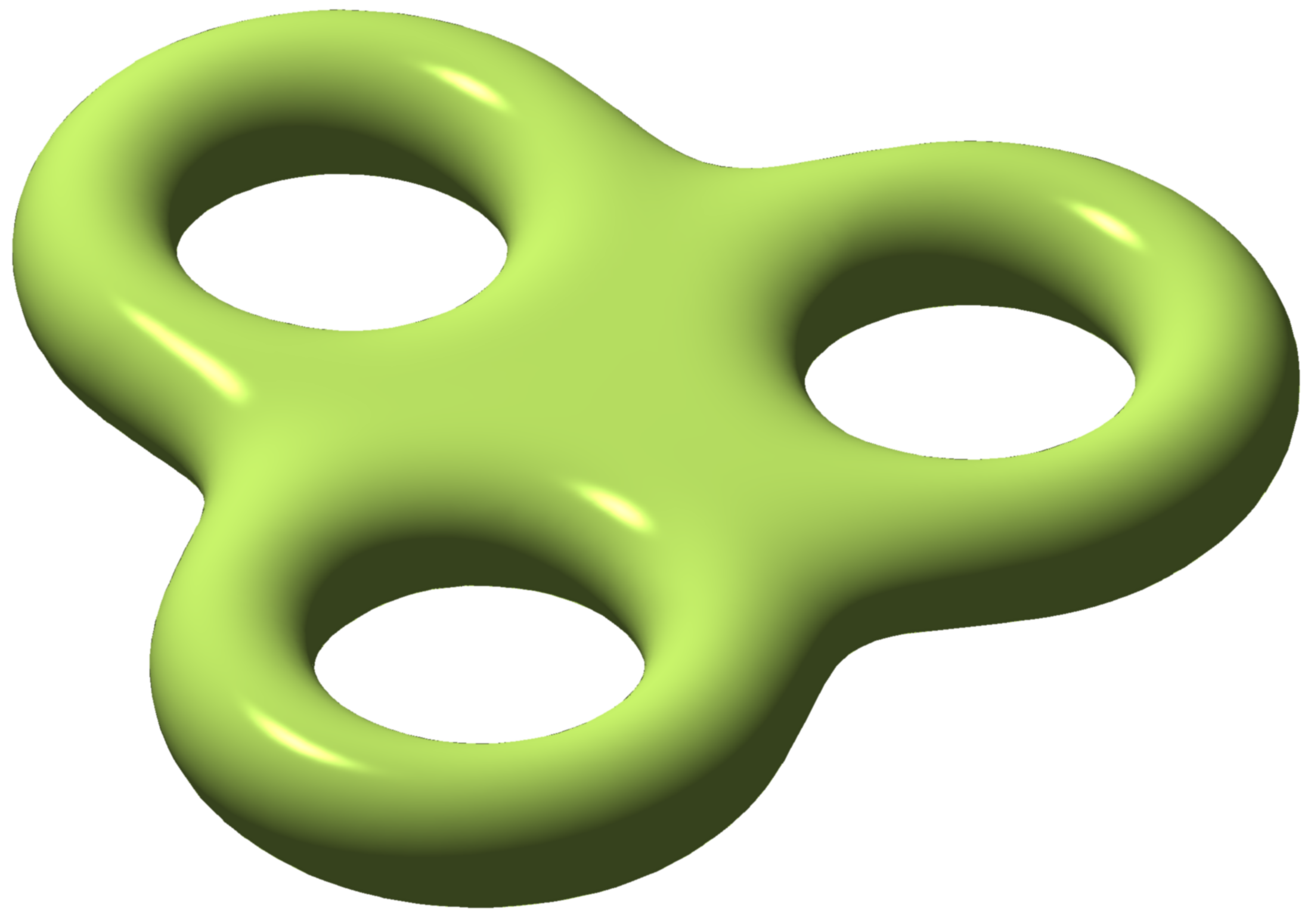
Рід {\displaystyle g=3}